# I Am Me
I Am Me là tên album thứ hai của Ashlee Simpson, sau album Autobiography.

## Thông tin
Toàn bộ album mang phong cách punk-rock, bao gồm 11 ca khúc và Ashlee đồng sáng tác tất cả.
Được chính thức phát hành tháng 10 năm 2005 trên toàn thế giới, tuy không thành công như Autobiography nhưng nó cũng tiêu thụ được 3 triệu bản, giúp đưa tên tuổi Ashlee một lần nữa đứng nhất top các album bán chạy trên toàn thế giới.